# كيفن مارتن (لاعب كرة سلة)
كيفن مارتن (2 أغسطس 1975 - ) (بالإنجليزية: Kevin Martin)‏ هو لاعب كرة سلة أمريكي في مركز هجوم صغير الجسم. لعب مع Äänekosken Huima ‏.

## وصلات خارجية
- كيفن مارتن على موقع كلية كرة السلة في سبورتس رفرنس.كوم (الإنجليزية)